# Vuchetich Endre
Vuchetich Endre (Csene, 1888. december 13. – Budapest, 1964. december 12.) bánsági magyar lapkiadó, szerkesztő, újságíró, novellista.

## Életútja, munkássága
Középiskolai tanulmányait Szegeden végezte, majd Kolozsváron és Budapesten szerzett jogtudományi oklevelet. Ügyvédi gyakorlatot nem folytatott, 1908-tól aktív újságíró lett. Hosszú ideig a Temesvári Hírlapnak, majd az Aradi Közlönynek volt a szerkesztője. 1910-től az első világháború végéig szerkesztette és kiadta a Színházi Újság c. művészeti-irodalmi lapot (közben tüzérfőhadnagyként szolgált). 1918-ban az Aradi Közlöny felelős szerkesztője, közben Kozmuth Artúrral szerkesztette és kiadta a Délvidéki Sportot, s 1919-ben Temesvárra visszatérve, a háború utáni első magyar nyelvű bánsági lapot, a Jövendőt.
1920-ban megalakítója volt a helyi Polgári Szervezetnek, majd tevékeny részt vállalt a Magyar Szövetség, illetve az OMP temesvári és bánsági szervezeteinek létrehozásában. 1924-ben a Temesvári Hírlap főszerkesztője; 1925-ben Várnay Elemérrel megalapította a Déli Hírlap c. politikai napilapot, amelynek 1943-ig volt felelős szerkesztője. Publicisztikájában az OMP Jakabffy Elemér vezette szárnyának törekvéseit támogatta. Cikkei miatt többször perbe fogták. 1931–32-ben indította a rövid ideig megjelenő Bánsági Hírlapot, amelyet Gokler Gyula szerkesztett. Lapját később eladta a Magyar Népközösségnek, majd 1943-ban Magyarországra költözött.
Tagja volt az OMP temes-torontáli tagozata elnöki tanácsának, valamint a párt központi intézőbizottságának, 1928-tól a Népkisebbségi Újságírószervezet elnöki tanácsának, a temesvári Ügyvédi Kamarának és az Arany János Társaságnak. Novelláiban, amelyek bánsági és erdélyi újságokban, folyóiratokban jelentek meg, a kor társadalmi problémáit jelenítette meg.